# Hylaeus penangensis
Hylaeus penangensis är en biart som först beskrevs av Cockerell 1920.  Hylaeus penangensis ingår i släktet citronbin, och familjen korttungebin. Inga underarter finns listade i Catalogue of Life.